# Hanfmuseum
Le Musée du Chanvre (en allemand, Hanfmuseum Berlin) est un musée consacré au cannabis, situé à Berlin. Ouvert depuis le 6 décembre 1994, il est le seul musée en Allemagne consacré à ce sujet.
Le musée participe à la nuit des musées et au festival annuel Berliner Märchentage.

## Galerie

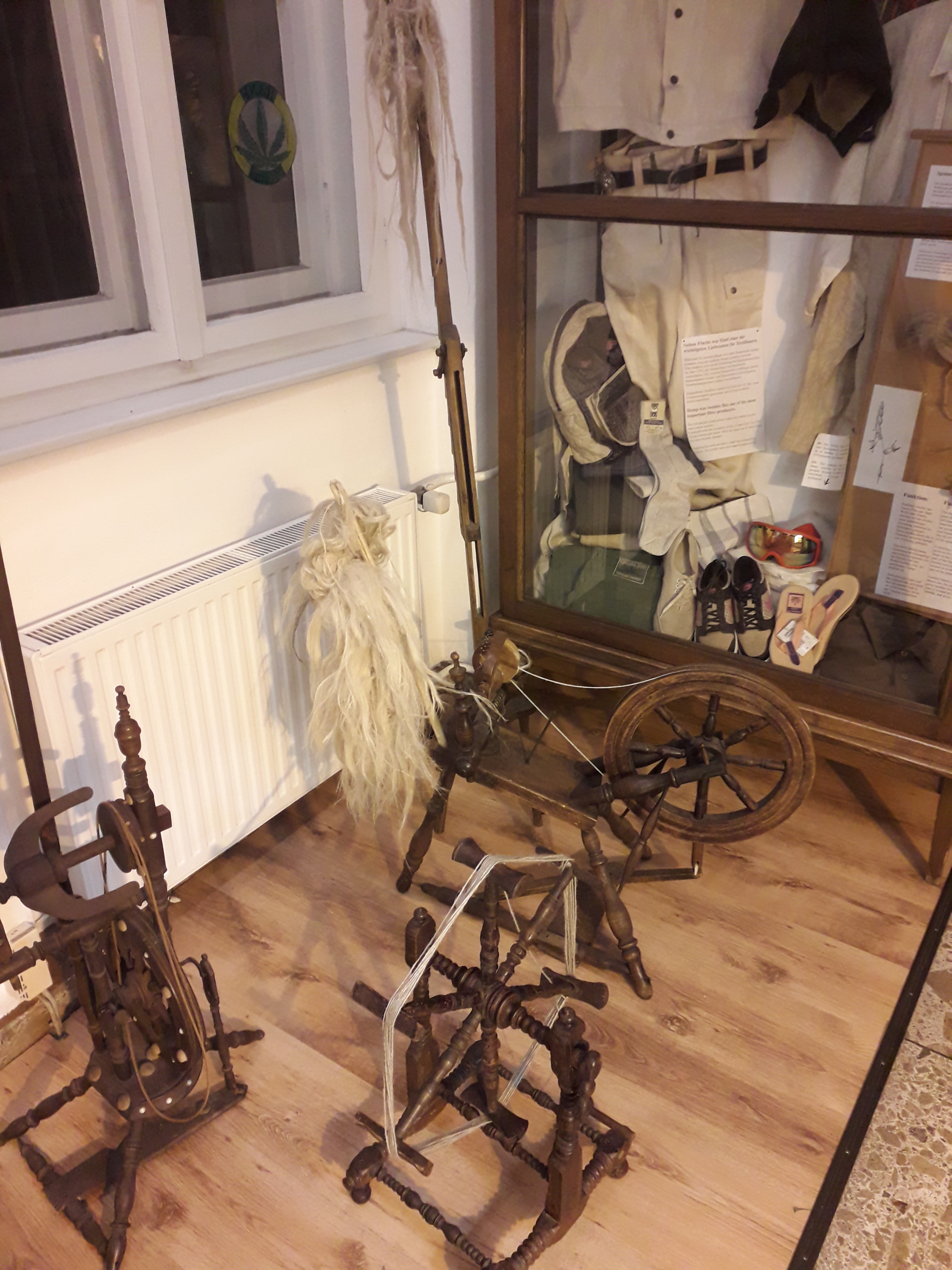
Activités textiles
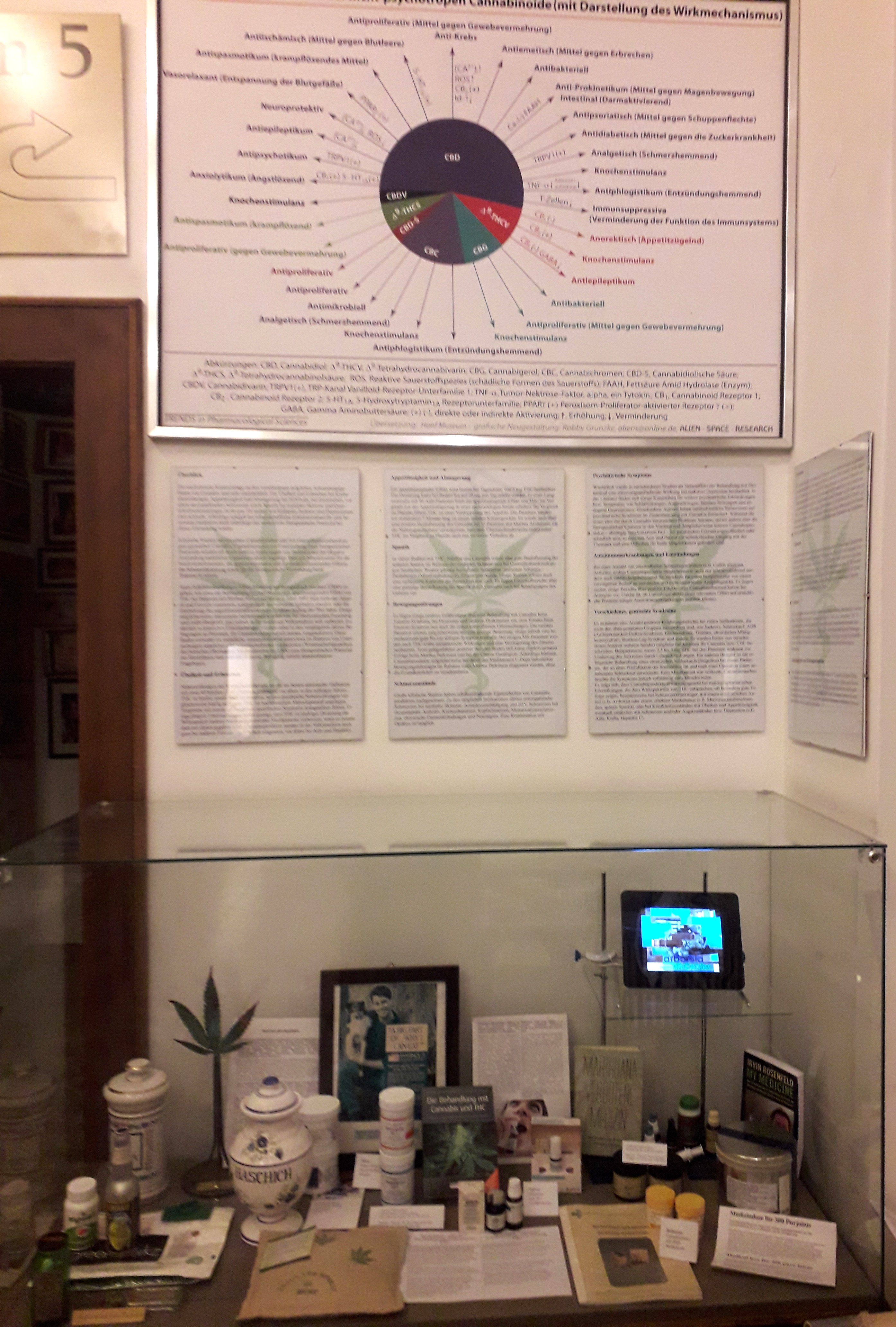
Le cannabis en médecine.
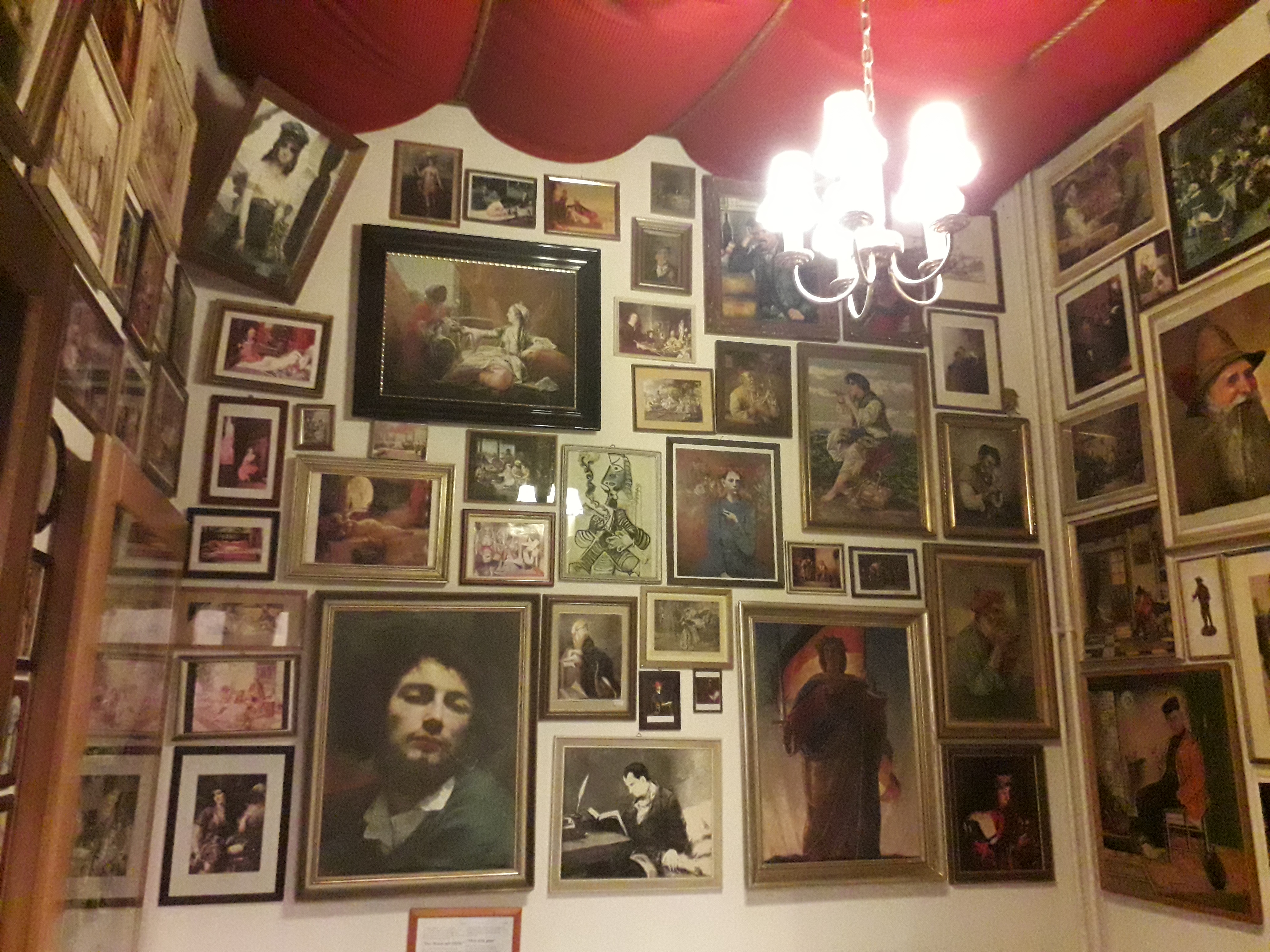
Dans les arts.
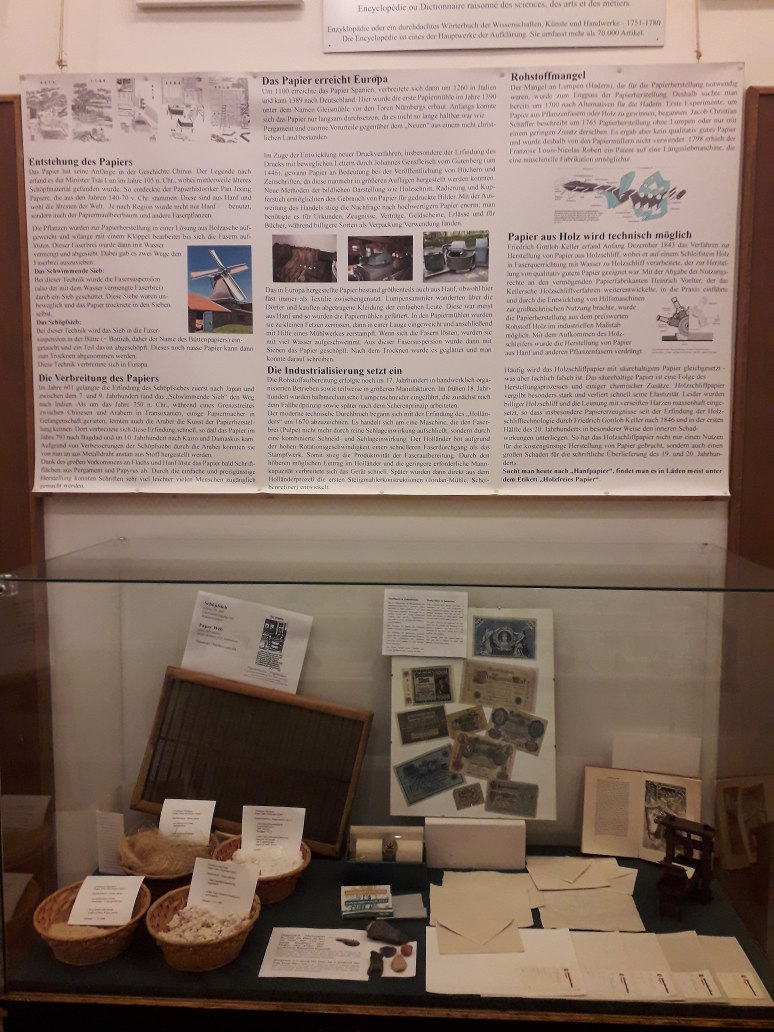
Pour le papier.